# (16882) 1998 BO13
1998 بي أو 13 (ويعرف أيضًا باسم (16882) 1998 بي أو 13 وفق تسمية الكوكب الصغير) (بالإنجليزية: 1998 BO13)‏ هو كويكب ضمن حزام الكويكبات؛ وترتيبه 16882 من حيث الاكتشاف.
اكتُشف هذا الجُرم الفلكي بواسطة بحث لنكولن عن الكويكبات القريبة من الأرض في 24 يناير 1998.

## وصلات خارجية
- (16882) 1998 BO13 في قاعدة بيانات مختبر الدفع النفاث لأجرام النظام الشمسي الصغيرة

- الاكتشاف · مخطط المدار ·  العناصر المدارية · المعلمات المادية

- (16882) 1998 BO13 على موقع ويكي سكاي: DSS2, SDSS, GALEX, IRAS, Hydrogen α, X-Ray, Astrophoto, Sky Map, Articles and images